# Homofobia

Pew Global Attitudes Project 2013. Porcentaje de encuestados que se han inclinado por la opción «¿Debería aceptarse la homosexualidad en la sociedad?».

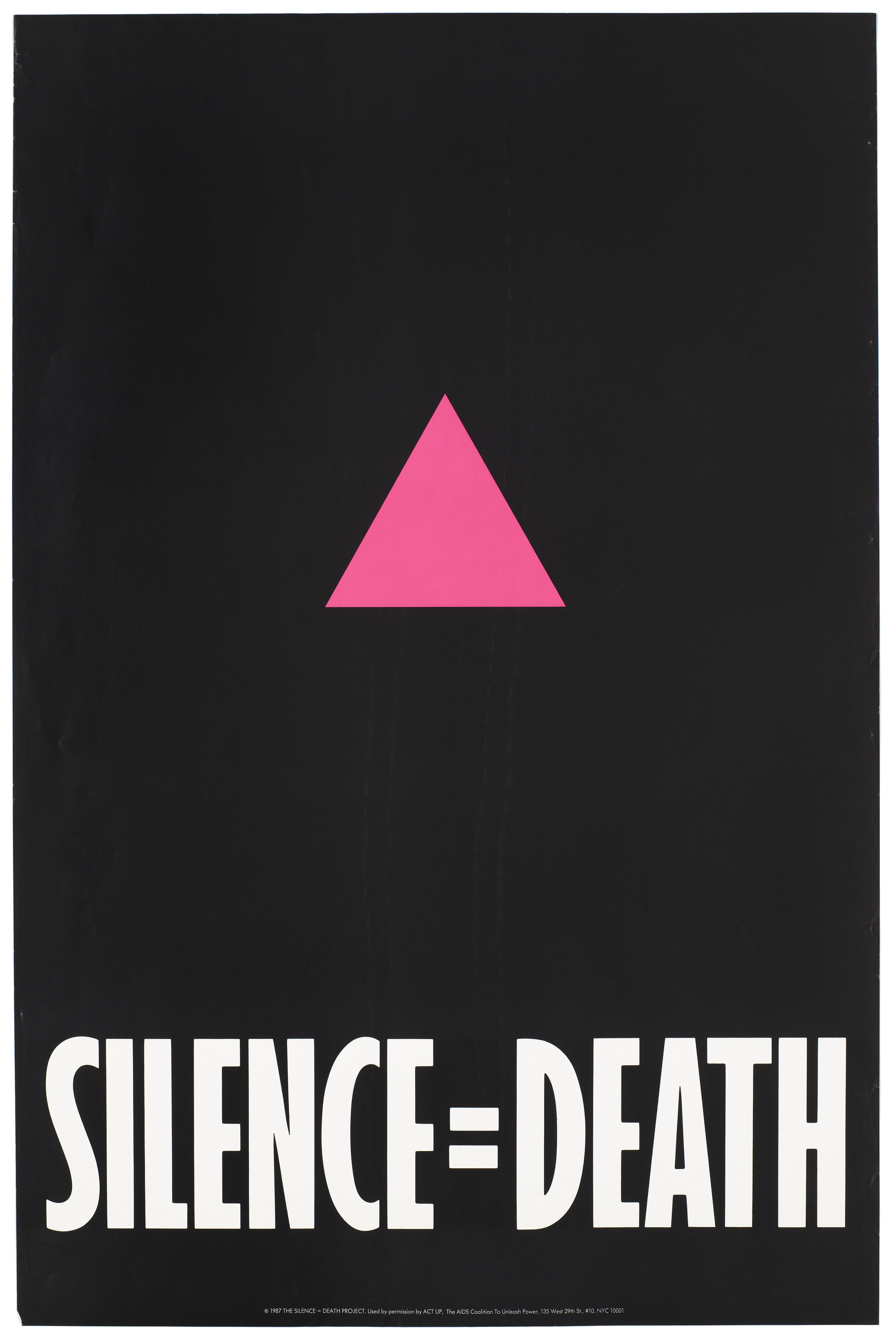
«Silencio = Muerte». El triángulo rosa se estableció como un símbolo progay por activistas en los Estados Unidos durante la década de los setenta; el símbolo del triángulo rosa, por lo general colocado en posición vertical y no invertida, fue un intento consciente para transformar un símbolo de humillación en una de solidaridad y resistencia.

El término homofobia hace referencia a la aversión hacia la homosexualidad o contra personas homosexuales. La homofobia abarca toda aquella actitud degradante, discriminatoria, ofensiva o desfavorable hacia alguien por motivo de la orientación homosexual. Aunque es habitual que se incluya en el término a las demás personas que integran a la diversidad sexual, como es el caso de las personas bisexuales, transgénero y transexuales; es importante aclarar que para el caso de las personas bisexuales el término indicado es bifobia, mientras que en el caso de las personas transgénero y transexuales el término adecuado es  transfobia.
La homofobia es el rechazo y odio irracional que se tiene hacia la homosexualidad y que conduce a la violencia y a la discriminación hacia los individuos que tienen dicha orientación sexual. Estas actitudes negativas, prejuiciosas y discriminatorias son un delito en la legislación de muchos países del mundo. 
Se calcula que en el año 2000 cada dos días una persona homosexual fue asesinada en el mundo debido a actos violentos vinculados a la homofobia. Amnistía Internacional denuncia que más de 70 países persiguen aún a los homosexuales y 8 los condenan a muerte. Una investigación del Pew Research Center revela una amplia aceptación de la homosexualidad en América del Norte, la Unión Europea, y gran parte de Iberoamérica y Caribe, pero un rechazo generalizado en los países de mayoría musulmana y en África, así como en partes de Asia y en Rusia. En Israel, Polonia y Bolivia hay división de opiniones.

## Etimología
No debe confundirse con el vocablo latino homo, que significa ‘hombre’.
Este neologismo combina la palabra griega fobia (‘miedo’, ‘rechazo’) con homo, apócope de «homosexual» (‘sexo con lo igual’), formado por el prefijo griego homo (‘igual’) y sexual.
El significado corriente es ‘fobia a la homosexualidad’.
En el sentido de fobia a la homosexualidad, la palabra fue utilizada por primera vez, en inglés, por el psicólogo estadounidense George Weinberg en 1971.
Weinberg afirma haberla pensado por primera vez en una charla que dio a un grupo homosexual y se popularizó gracias a su libro Society and the healthy homosexual (‘La sociedad y el homosexual saludable’) de 1971. En una entrevista en 2002 comentó sobre su significado:

Homofobia es simplemente eso: una fobia. Un temor morboso e irracional que provoca un comportamiento irracional de huida o el deseo de destruir el estímulo de la fobia o cualquier cosa que la recuerde.

Su uso en medios periodísticos, científicos, políticos, etc., pronto se popularizó. La Real Academia Española lo incluyó por primera vez en la vigésimo segunda edición de su Diccionario, y lo define como ‘aversión hacia la homosexualidad o las personas homosexuales’. Antes la palabra ya había sido recogida en otras importantes obras lexicográficas, como el Diccionario del español actual (Aguilar, 1999) de Manuel Seco.

## Tipos de homofobia
Se pueden distinguir diferentes tipos:
- Homofobia institucional, proveniente de las religiones o el Estado.
- Homofobia en heterosexuales: A diferencia de los homosexuales, las personas heterosexuales jamás se han cuestionado por qué son heterosexuales; entonces, ya que la homofobia es un constructo social y siendo la misma sociedad quien ha decidido que lo hétero es lo natural, esta se ha llenado de estigmas y estereotipos, desvalorizando al grupo homosexual y proyectando en ellos lo que resulta socialmente inaceptable. Ya sea la relación heterosexual placentera, feliz y satisfactoria o no, se violenta al grupo homosexual con una superioridad moral al sentirse hombres y mujeres «normales»: la homofobia “salva” a la heterosexualidad de la homosexualidad. La homofobia sirve, asimismo, para trivializar la homosexualidad. La viste de estereotipos, la vuelve caricatura, la transforma en parodia del amor y el sexo, y así le quita lo radicalmente extraño.
- Homofobia en homosexuales: La homofobia, paradójicamente, también se da en varias personas homosexuales; esta se presenta de diferentes maneras a lo largo de sus vidas. Aunque pareciera que no existe un rechazo de manera directa, se manifiesta de forma indirecta frecuentemente. Ocurre cuando una persona rechaza sus propios deseos, sentimientos y gustos, repercute en distintas áreas de su vida y sus relaciones interpersonales, en su vida sexual e incluso en su salud física y emocional. Así mismo, puede causar baja autoestima, cansancio, estrés y depresión. También da pie a la mala comunicación y represión de las emociones.
- Homofobia aprendida: En este caso, la homofobia aprendida es aquella que surge con base en el rol que la sociedad impone ante el papel del homosexual; la sociedad propone que los homosexuales se comporten de una manera, tengan un estilo de vida ‘diferente’ y son los homosexuales quienes reproducen este comportamiento que han aprendido, es decir, internalizan y llevan a cabo las conductas y el rol que la sociedad espera de ellos. Estas conductas son aprendidas, impuestas, innatas e imitadas. Los homosexuales necesitan aprender a cuestionar los estereotipos y roles sociales. Los homosexuales no son promiscuos, sobresexuados o inestables y es importante cuestionarlo de forma crítica para poder liberarse de las etiquetas.[12]
- Homofobia interiorizada.

## Términos relacionados

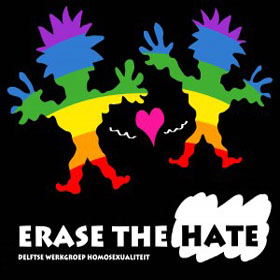
"Borra el odio", campaña contra la homofobia (Países Bajos)

Precursora de «homofobia» fue la palabra «homoerotofobia», creada por Wainwright Churchill en su libro Homosexual behavior among males (‘la conducta homosexual entre varones’) de 1967.
Desde la creación de la palabra «homofobia» se han propuesto diversas alternativas que no tienen relación con las fobias. «Heterosexismo» se refiere al hecho de privilegiar la heterosexualidad frente a la homosexualidad. La teoría queer y la teoría crítica usan los términos «heterocéntrico» y «heteronormatividad» para referirse a conceptos similares.
Cierta literatura psicológica ha sugerido el término «homonegatividad», reflejando la perspectiva de que los comportamientos y pensamientos considerados homofóbicos no están basados en el miedo, sino en una condena de la homosexualidad.
Buscando evitar tanto enfocar la psicología individual como lo hace la «homofobia», como enfocar los factores culturales como lo hace el «heterosexismo», el psicólogo Gregory Herek ha propuesto el término «prejuicio sexual», para referirse a «todas las actitudes negativas basadas en la orientación sexual, tanto si el objetivo es el homosexual, el bisexual o el heterosexual».
La palabra «homofobia» también se emplea a menudo junto con otros términos que denotan intolerancia y discriminación. Coretta Scott King afirmaba en un discurso de 1998 que «la homofobia se parece al racismo, el antisemitismo y otras formas de intolerancia en que busca deshumanizar a un grupo de personas, de negarles su humanidad, su dignidad, su individualidad».
De manera similar, George Yancey, en un texto en Christian ethics today, asocia entre sí sexismo, racismo, distinciones de clase y homofobia y las contempla como variedades de discriminación, aunque deja claro que no son idénticas.
Para dar visibilidad a otros tipos de odio por motivos de orientación sexual, se están acuñando palabras como lesbofobia y bifobia. Para visibilizar el odio por motivos de identidad de género se ha acuñado la palabra transfobia.

## Críticas
Algunos investigadores prefieren el empleo de términos alternativos. Por ejemplo, Gregory M. Herek, investigador de la Universidad de California en Davis, comparó los términos «homofobia», «heterosexismo» y «prejuicio sexual».
Herek comenta que homofobia es «probablemente empleado más ampliamente, pero criticado más a menudo» y prefiere la expresión «prejuicio sexual» por ser más descriptiva y sin prejuicios sobre las motivaciones, además de que dicha expresión no tiene valor de juicio en cuanto a la irracionalidad o inmoralidad de aquellos a los que se les aplica.
Comenta:

Sus críticos señalan que «homofobia» sugiere implícitamente que las actitudes antigay se entienden mejor como un miedo irracional y que representan una forma de psicopatología individual antes que un prejuicio reforzado socialmente.

En 1980, Hudson y Ricketts propusieron «homonegatividad» argumentando que «homofobia» no era científica en cuanto que presuponía la motivación.
Las CWA (Mujeres preocupadas por Estados Unidos), un grupo de presión conservador, han calificado a la palabra «homofobia» como término engañoso que es «empleado por las personas progay para confundir y controlar el debate», definiendo toda oposición a la homosexualidad como irracional. Afirman que los progay no podrían identificar ejemplos de oposición no homofóbica a la homosexualidad porque definen toda oposición como «homofobia» e «intolerancia irracional».
CWA llama a esto «retórica engañosa».
La National Association for Research & Therapy of Homosexuality (Asociación Nacional para la Investigación y la Terapia de la Homosexualidad), una organización ligada al movimiento exgay, afirma que el término «homofobia» ha sido empleado «a menudo de manera incorrecta para describir a cualquier persona que se opone al comportamiento homosexual por razones morales, psicológicas o médicas».
Afirman que «técnicamente, sin embargo, el término de hecho define a una persona que tiene una fobia —miedo irracional— hacia la homosexualidad. El desacuerdo por principios, por lo tanto, no puede ser denominado homofobia».

### Antónimos
Con idéntica formación neológica se construía el término «homofilia» y sus derivados «homófilo», etc., antónimo del anterior, con el que solían distinguirse en la primera mitad del siglo XX las incipientes asociaciones de defensa de los derechos de las personas gais y lesbianas.
Otro término afín es el anglicismo gay-friendly, que hace referencia a las personas, instituciones o lugares que crean un ambiente de aceptación hacia las personas del colectivo LGBT.
También se usa despectivamente el término «homosexualista» para referirse a los heterosexuales que apoyan los derechos de la comunidad LGBT.

## Estudios
El fenómeno de la homofobia es estudiado por psicólogos y psiquiatras. Existen estudios que han relacionado el odio hacia la homosexualidad con propios sentimientos homosexuales latentes o reprimidos. Esto es explicado en la formación reactiva del psicoanalista Sigmund Freud; también Henry E. Adams, de la Universidad de Georgia, explica la teoría que muestra la directa relación, en todos o gran parte de los casos, de la homofobia con los sentimientos homosexuales.

### Consecuencias económicas

Aceptación de la homosexualidad frente al PIB per cápita en diversos países. La aceptación de la homosexualidad se incrementa con la riqueza de un país.

Existen diversos estudios que indican que la homofobia tiene un costo económico para los países en los que esta es generalizada. En dichos países existe un efecto de huida tanto de su población LGBT —con la consecuente pérdida de talento— como de los turistas LGBT, que dejan su dinero rosa en países más tolerantes (como ejemplo, se ha calculado que los turistas LGBT contribuyen en unos 6800 millones de dólares anuales a la economía española).
Ya en 2005 un editorial del New York Times relacionaba la política de don't ask, don't tell («prohibido preguntar, prohibido decir») del ejército estadounidense con la falta de traductores del árabe y con un retraso en la traducción de documentos calculado en unas 120 000 horas. Desde 1998, con la introducción de la nueva política, unos 20 traductores de árabe habían sido expulsados del ejército, durante unos años en los que Estados Unidos estaba envuelto en guerras en Irak y Afganistán.
M. V. Lee Badgett, una economista de la Universidad de Massachusetts Amherst, presentó en marzo de 2014 en una reunión del Banco Mundial los resultados de su estudio sobre los efectos económicos de la homofobia en la India. Solo en gastos de salud, por depresión, suicidio y tratamiento del VIH, la India habría gastado hasta 23 100 millones de dólares de más. Adicionalmente habría que calcular los costes producidos por la violencia, la pérdida de trabajo, el rechazo familiar y el acoso escolar, lo que habría resultado en un menor nivel educativo, menor productividad, menores sueldos, peor salud y una menor expectativa de vida entre la población LGBT. En total, estimó unas pérdidas en 2014 de hasta 30 800 millones de dólares o, lo que es lo mismo, hasta un 1,7 % del PIB se habría perdido.
El activista LGBT Adebisi Alimi ha estimado de forma preliminar que las pérdidas económicas para Nigeria rondan el 1 % de su PIB. Teniendo en cuenta que en 2015 la homosexualidad es ilegal en 36 de los 54 países africanos, los costes económicos de la homofobia en el continente podrían subir a los cientos de millones de dólares al año.

## La homofobia en algunas culturas y religiones

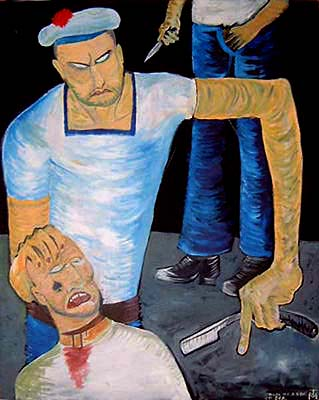
«Marinero en un mar de sexo» por Joe Machine

En varias regiones del mundo se ha perseguido y aún se persigue o discrimina la orientación homosexual, apoyándose en prejuicios y creencias, fundamentalmente de base religiosa. Es el caso de la ortodoxia cristiana, judía e islámica.  El rechazo se refleja, bien hacia la homosexualidad como identidad vital, bien en forma más directa, como prohibición de actos afectivos o sexuales concretos, como ocurre en la mayoría de países islámicos y en Estados Unidos.
Esto implica que la homosexualidad no sea aceptada como condición sexual natural de una persona, sino que se observa como anomalía a ser combatida y «reparada». Según esas creencias, consentir en los actos sexuales propios de esta orientación sexual se considera un pecado, aunque la clasificación y gravedad del mismo ha variado a lo largo de la historia. En todos los casos, se alega que esta actitud de rechazo no puede considerarse homofobia, en el sentido de que no se origina por un prejuicio, sino que es una postura razonada, basada en sus creencias y a partir de sus textos sagrados.
Esa misma tradición ha seguido la Iglesia católica y las demás religiones que se escindieron de aquella, como los protestantes. En el caso de los países donde se profesa la religión islámica se han aplicado legislaciones para penalizar la homosexualidad, y son pocos los que no la penalizan. También es el caso de países como China o Japón, cuya tradición sincrética (mayoritariamente budista y sintoísta) los aleja de las culturas monoteístas occidentales y de la «herencia judeocristiana».[cita requerida]
La Iglesia católica ha condenado las prácticas homosexuales desde la era patrística. En la actualidad sigue rechazando la homosexualidad de forma explícita. En 2004 el entonces obispo de Alcalá, Jesús Catalá Ibáñez, afirmaba a un periódico local que los homosexuales (a los que tachó también de maricones) eran «unos invertidos»; definió la homosexualidad como  «anormalidad psicológica», «aberración» o «desviación»; y terminaba defendiendo las terapias de reorientación sexual. El año 2014 el obispo español Fernando Sebastián Aguilar realizó unas declaraciones en contra de la homosexualidad calificándola de «deficiencia». Más recientemente, otro obispo español, el arzobispo de Pamplona Francisco Pérez González, fue más allá y acusó al colectivo LGTB de «imposición de ideología de género».
También los testigos de Jehová, una denominación cristiana internacional, han considerado pecado grave la homosexualidad y han aplicado una estricta disciplina congregacional a aquellos miembros que tuvieran relaciones sexuales homosexuales, bisexuales o pansexuales. En caso de no 'arrepentirse', los miembros sufrirían de la expulsión y ostracismo, sufriendo de la imposición que dispone la religión a sus seguidores de no relacionarse con ellos, incluidos familiares cercanos. Todo ello ha sido denunciado por varias asociaciones de víctimas en lo que consideran una clara vulneración de los derechos humanos en una fuerte crítica hacia esta religión.
En la cultura de los aymaras se equipara la homosexualidad con la infidelidad. Ciertas comunidades igualan los homosexuales a los infieles, que son castigados con penas severas y expulsados de los rituales. Algunas comunidades aymaras se basaban en el respeto y comprensión a estas personas por su orientación sexual. En otras los homosexuales eran considerados frecuentemente como seres especiales, mágicos, dotados de poderes sobrenaturales, reconocidos por sus poderes para ser chamanes.
Aunque no se ha confirmado, se dice que los mexicas o aztecas eran extremadamente intolerantes con la homosexualidad, a pesar de que algunos de sus rituales públicos tenían tintes homoeróticos. Así, por ejemplo, adoraban a la diosa Xochiquétzal, que bajo su aspecto masculino, con el nombre de Xochipilli, protegía la prostitución masculina y la homosexualidad. La ley mexica castigaba la sodomía con la horca, cuya palabra náhuatl corresponde a cuilontli; el empalamiento para el homosexual activo, la extracción de las entrañas por el orificio anal para el homosexual pasivo y la muerte por garrote para las lesbianas.
Algunos autores afirman que estas estrictas leyes no eran empleadas en la práctica y que los homosexuales eran relativamente libres. Por ejemplo, citan crónicas españolas que hablan de sodomía generalizada que incluía a niños de hasta seis años o de niños que se vestían como mujeres para ejercer la prostitución.[cita requerida]
Las crónicas también hablan de actos religiosos en los que se practicaba la sodomía.

## La homofobia a lo largo de la historia

### Imperio asirio
La primera prohibición en contra de la homosexualidad fue implantada por el rey asirio Tiglatpileser I (siglos XII - XI a. C.). Esto influenció posteriormente en el pueblo judío ya que Israel y Judá eran reinos vasallos del Imperio asirio; así, esta resolución política formó parte de la ley judía expresada en la Biblia.

### Sodomía

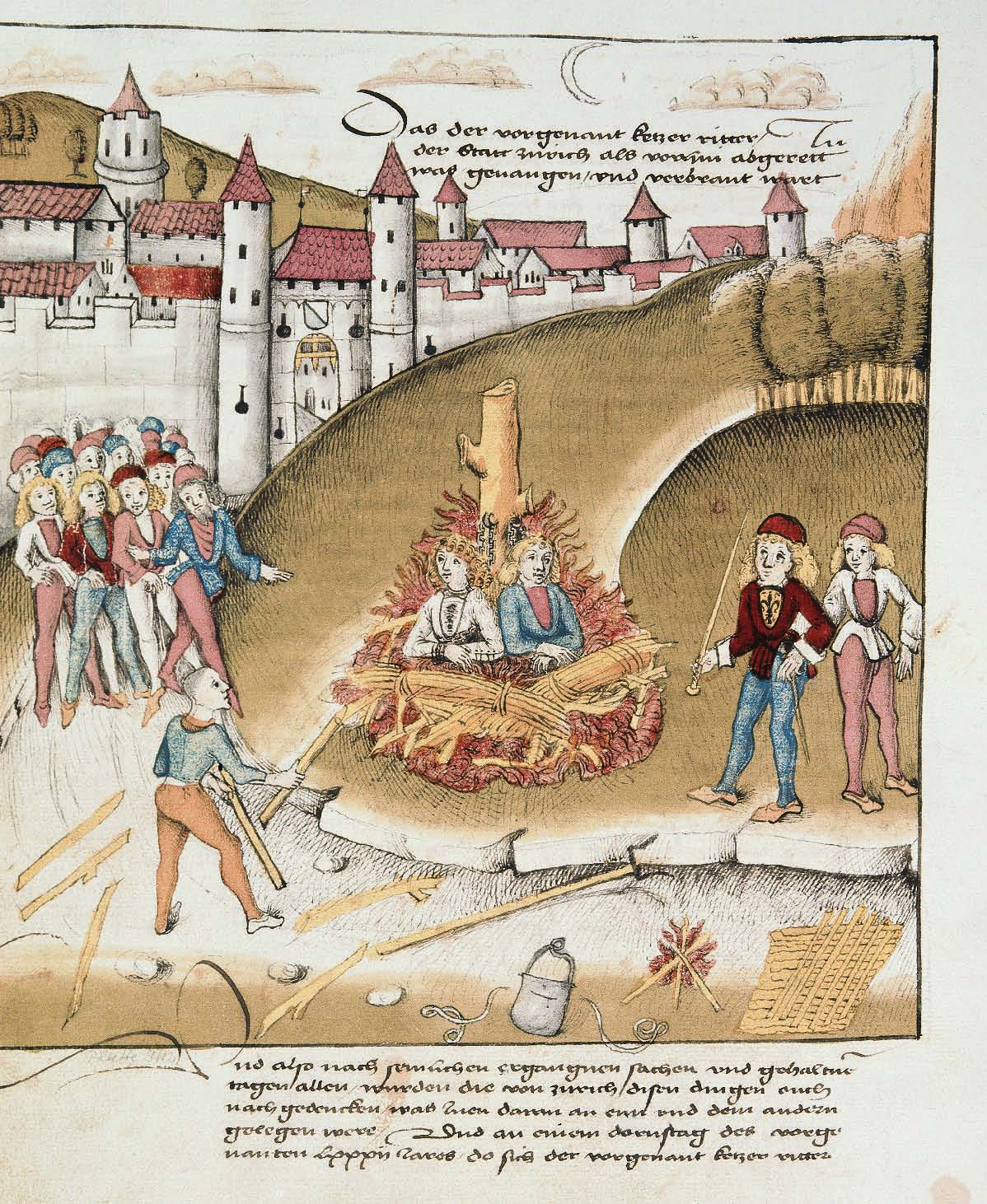
Quema del caballero de Hohenberg y de su sirviente, condenados a morir en la hoguera por sodomía junto a la muralla de Zúrich (1482)

La sodomía en la Edad Media y en la Edad Moderna incluía diversos «actos contra natura», pero el término se empleaba principalmente en el caso del sexo anal. Su origen está en la Biblia, en la historia de Sodoma y Gomorra. La identificación del «pecado de Sodoma» con el sexo anal o la homosexualidad se documenta explícitamente en san Agustín (siglo V), si bien autores judeocristianos anteriores como Filón de Alejandría o Metodio de Olimpia ya atribuyeron prácticas homosexuales entre los pecados de dichas ciudades.
No será hasta el siglo XI cuando aparezca la palabra «sodomía» en el Liber Gommorrhianus del monje benedictino Petrus Damianus, para el que la palabra incluía todas aquellas actividades sexuales que no servían para la reproducción (de entre las que consideraba la "fornicación en el trasero" como la de mayor gravedad). El propio Damián dirigió una misiva al papa León IX en la que mostraba su preocupación por la extensión de dichas prácticas en el ámbito eclesial y le instaba a perseguirlas. Aunque la implantación de una única interpretación hegemónica y autorizada del concepto de «sodomía» en Occidente se daría en el siglo XIII a raíz de la obra de Tomás de Aquino (quien la definió como "vicio carnal, bestial e innombrable"), la cual influirá en el establecimiento del delito de sodomía en el Medioevo tardío y en la fijación de la teología moral y la doctrina católicas.
Debido a que las palabras para denominar la homosexualidad no aparecieron hasta el siglo XIX, se empleaba el término «sodomita» para denominar a los hombres que tenían relaciones sexuales con otros hombres.
Las lesbianas eran ignoradas en gran medida, aunque las mujeres que practicasen el sexo anal también caían bajo el epíteto «sodomita».
Las primeras persecuciones de homosexuales por sodomía son de mitad del siglo VI, cuando el emperador bizantino Justiniano y su esposa Teodora prohíben los «actos contra natura» por motivos políticos, amparándose en razones religiosas.
La ley preveía como castigo la castración y el paseo público por las calles. No hay pruebas de que la iglesia ortodoxa jamás apoyara el edicto.
Hasta el siglo XIII la sodomía no era castigada en la mayoría de los países europeos, no siendo más que uno de tantos pecados que aparecían en los textos eclesiásticos. La actitud cambió en el transcurso de las cruzadas, en las que la propaganda antiislámica identificaba a los musulmanes con sodomitas que violaban a obispos y niños cristianos.
Poco después se identificaba la sodomía con la herejía y entre 1250 y 1300 se introdujeron leyes que castigaban con la muerte este pecado. Estas leyes se emplearon sobre todo como herramientas políticas, como fue el caso de los templarios o del asesinato de Eduardo II de Inglaterra, o en ocasiones en que peligraba la paz social, como en casos de violaciones o pederastia.
En general, la homosexualidad estaba bastante extendida, siendo el elemento clave la discreción. En algunos lugares, como Londres y Ámsterdam (en 1730 y 1733), se dieron olas de persecución contra los «sodomitas».
La estigmatización de los homosexuales llevó, al menos durante la Edad Media, a que se decretara su expulsión de las ciudades por motivos sanitarios. Durante la peste negra que asoló Europa en el siglo XIV, los statuti sanitari adoptados en Florencia en 1348 —tras alcanzar la epidemia dicha ciudad el día 3 de abril— incluían entre sus medidas profilácticas la expulsión de los «sodomitas» del lugar.
En España los castigos corrían a cargo de los tribunales civiles de las ciudades, que hasta época de los Reyes Católicos castigaban con la castración o la lapidación, castigos que posteriormente serían sustituidos por la quema en la hoguera para los casos más graves. La Inquisición española solo se encargaba de juzgar la sodomía en la Corona de Aragón.
En general, lo comentado para Europa es válido para España, con la diferencia de que no fueron las cruzadas sino la percepción de los reinos peninsulares musulmanes lo que llevó a identificar la sodomía con el islamismo y la herejía.
Las leyes contra la sodomía se mantuvieron en los países europeos y, en general, en las naciones occidentales hasta los siglos XIX y XX. En Francia, las leyes contra la sodomía fueron anuladas durante la Revolución francesa. En Inglaterra, Enrique VIII de Inglaterra introdujo la Buggery Act en 1533, que castigaba la sodomía (llamada buggery) con la horca; dicha ley no fue eliminada hasta 1861. En Alemania el párrafo 175 no fue completamente abolido hasta 1994.

### SigloXX
Este fenómeno se hizo presente en la política de algunos gobiernos durante todo el último siglo, tanto democráticos como autoritarios. Algunos ejemplos de estos últimos fueron el régimen nacionalsocialista en Alemania (liderado por Adolf Hitler, 1933-1945), el régimen franquista en España (1939-1975) o el período dictatorial conocido como «Proceso de Reorganización Nacional» argentino (1976-1983). También algunas democracias han tenido legislaciones y actuaciones homófobas, como el caso de Nicaragua que, bajo el artículo 204 del Código Penal, castigaba la sodomía con penas de uno a tres años de cárcel; o el de Alemania Occidental, donde la homosexualidad fue delito hasta 1969.

#### La Alemania nazi

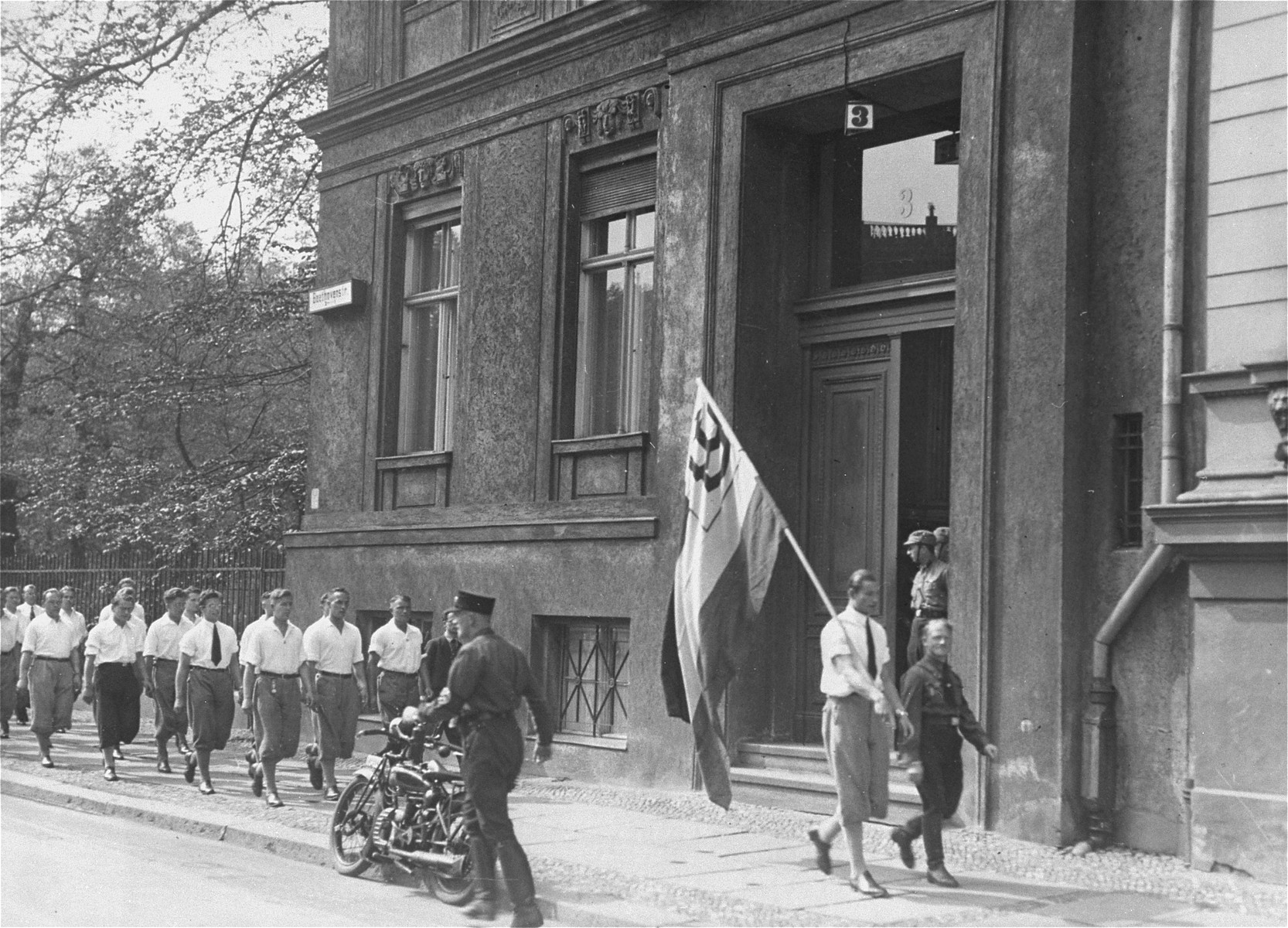
Estudiantes de la Deutsche Studentenschaft, organizada por el partido nazi, desfilan en frente del Institut für Sexualwissenschaft en Berlín el 6 de mayo de 1933, antes de saquear y confiscar los archivos, libros y fotos para quemarlos.

La Alemania de principios del siglo XX regulaba la homosexualidad como delito mediante el párrafo 175. El ambiente de represión e hipocresía vivido se puede comprobar con el escándalo Harden-Eulenburg. Sin embargo, a pesar de las circunstancias, será en ese ambiente en el que comenzarán los primeros pasos del movimiento homosexual de mano de personas como Benedict Friedlaender, Kurt Hiller o Magnus Hirschfeld e instituciones como la Comité científico humanitario.
La situación cambiaría radicalmente con la llegada de los nazis al poder. La ideología nazi consideraba a los homosexuales «degenerados», que no servían a su patria. A finales de febrero de 1933, en una campaña masiva, los clubes gais de Berlín y del resto de Alemania fueron cerrados, se prohibieron publicaciones, se quemaron libros y diversas organizaciones fueron ilegalizadas. Sin embargo, en el seno del partido nazi seguía habiendo homosexuales en la jerarquía de mandos, como era el caso de Ernst Röhm. Finalmente en la noche del 30 de junio al 1 de julio de 1934, la llamada noche de los cuchillos largos, Hitler organizó una purga interna para eliminar a Röhm y otros altos cargos de las SA con la excusa de su homosexualidad. En 1935 se recrudeció el párrafo 175. Inmediatamente después se creó una división especial de la Gestapo para compilar listas de homosexuales y en 1936 Heinrich Himmler, jefe de las SS, creó la Reichszentrale zur Bekämpfung der Homosexualität und der Abtreibung (Central del Reich para la lucha contra la homosexualidad y el aborto).
Durante el régimen nazi en Alemania se calcula que se persiguió a unos 100 000 hombres («listas rosas»), de los que unos 50 000 fueron condenados. De estos, de 5000 a 15 000 fueron enviados a campos de concentración. La tasa de mortalidad en los campos de concentración no es conocida, pero algunos autores la sitúan en el 60 %.
Los prisioneros homosexuales formaban el escalón más bajo entre los diferentes grupos que permanecían en los campos de concentración, ya que su discriminación en la sociedad alemana se reflejaba en el interior de los campos. Fueron empleados a menudo en experimentos médicos para buscar el «origen» de la homosexualidad, como fue el caso del médico Carl Vaernet en el campo de concentración de Buchenwald, que buscaba una «cura» de la homosexualidad.
Las mujeres no fueron perseguidas por lesbianismo, a excepción de unas pocas que fueron perseguidas por el párrafo 129b del derecho penal austriaco, que mantuvo su vigencia.
Tras la derrota de la Alemania nazi en 1945, el párrafo 175 siguió vigente en Alemania y algunos presos tuvieron que finalizar las condenas recibidas bajo el régimen nazi. Aunque la virulencia de la persecución disminuyó, el párrafo 175 mantuvo toda su vigencia en la República Democrática Alemana (socialista) por lo menos hasta 1957 y en la República Federal Alemana (capitalista) la homosexualidad fue delito hasta 1969.

#### Franquismo
- Homosexualidad durante la dictadura franquista
- Monolito en memoria a las personas represaliadas por el franquismo por su opción sexual

El periodo dictatorial del franquismo en España, que duró desde 1939 hasta mediados de los años setenta, era de ideología nacionalcatólica y contaba con el apoyo del falangismo y de la Iglesia católica. En esta época, el general Francisco Franco otorgó a las autoridades eclesiásticas el control de la moral pública y privada, que incluye una ética sexual represiva hacia cualquier desviación sobre el modelo imperante de lo masculino o lo femenino.
Consecuentemente con los ideales del gobierno, durante esta etapa de la historia de España la homosexualidad fue perseguida por la llamada Ley de Vagos y Maleantes, en la cual figuró la homosexualidad desde 1954. En esta ley se decía:

A los homosexuales, rufianes y proxenetas, a los mendigos profesionales y a los que vivan de la mendicidad ajena, exploten menores de edad, enfermos mentales o lisiados, se les aplicarán para que cumplan todas sucesivamente, las medidas siguientes:

a) Internado en un establecimiento de trabajo o colonia agrícola. Los homosexuales sometidos a esta medida de seguridad deberán ser internados en instituciones especiales, y en todo caso, con absoluta separación de los demás.

b) Prohibición de residir en determinado lugar o territorio y obligación de declarar su domicilio.

c) Sumisión a la vigilancia de los delegados.

Más tarde, ya en 1970, la Ley de Peligrosidad y Rehabilitación Social dio el enfoque de «tratar» y «curar» la homosexualidad. Se establecieron dos penales, uno en Badajoz a donde se enviaban los pasivos, y otro en Huelva al que eran enviados los activos. Además, en algunas cárceles había zonas reservadas para los detenidos homosexuales.
Unas 5000 personas fueron detenidas por ser homosexuales durante el franquismo.

#### Cuba
A través de la propaganda de «el trabajo los hará hombres», durante el principio de la década de los 60 y con el avance de la revolución cubana se generaron campos de concentración para los «indeseables» o «antisociales» (según la visión de la revolución cubana) que incluían católicos, testigos de Jehová y homosexuales a través de las llamadas Unidades Militares de Ayuda a la Producción, el propósito principal de los campos de concentración era transformarlos en entes productivos para la sociedad, alineados con la Ideología revolucionaria

## La homofobia en la actualidad

### La homosexualidad como delito
La homosexualidad sigue siendo delito en muchos países, aunque su número haya disminuido considerablemente en los últimos años.
Según Amnistía Internacional, en 2007 existían más de 70 países cuyas legislaciones contemplaban penas por la homosexualidad.

#### Bajo penas de cárcel
Como se puede apreciar en el mapa, la homosexualidad está penada legalmente en varios países de África (como Marruecos, Senegal, Tanzania, Zambia, Kenia, Sierra Leona, Etiopía, Malawi y Eritrea) así como en otros países como Guyana, Malasia, Papúa Nueva Guinea, algunas repúblicas de Asia central y en un gran número de países islámicos (Oriente Próximo y Medio, norte de África).

#### Bajo pena de muerte
La pena de muerte por tener relaciones homosexuales o por sodomía existe en los siguientes países: Arabia Saudita, Emiratos Árabes Unidos, Irán, Mauritania, algunos estados del norte de Nigeria, Somalia, Sudán y Yemen.
En el caso de los Emiratos Árabes Unidos, las relaciones sexuales extramatrimoniales se pueden condenar con la muerte y el artículo 354 del código penal federal, que trata de la violación de mujeres y hombres, podría ser interpretado como incluyendo al sexo anal consensual entre hombres.
En algunos países o regiones en las que se aplica la Sharia, como es el caso de Afganistán, donde las leyes sobre la homosexualidad no están claras, la sodomía puede ser castigada a muerte por lapidación.

### Asesinato de personas LGBT
En países en los que la homofobia está muy extendida, a pesar de no haber persecución estatal, las cifras de muertes pueden ser muy altas. De entre estos, es Brasil el país en el que más asesinatos de homosexuales se producen, habiéndose registrado 122 en 2007 (la mitad de ellos de personas transgénero). Los activistas LGBTIQ+ creen que la cifra puede ser superior, ya que no existe un control estadístico oficial. El segundo país en la lista es México, con unos 35 casos por año, y el tercero Estados Unidos con unos 25 por año.

### Discriminación laboral
En un informe presentado el 10 de mayo de 2007, la Organización Internacional del Trabajo ha señalado que las personas LGBT suelen ser discriminadas en el trabajo y al realizar el servicio militar voluntario y obligatorio, sufriendo especialmente violencia verbal, física y psicológica, debido en gran medida a la falta de legislación en la mayoría de países.
En julio de 2014, Obama firmó una orden ejecutiva en la que se prohíbe "toda discriminación por parte de las empresas, que tengan contratos con el Gobierno federal, contra sus empleados homosexuales, bisexuales y transexuales (LGTB)". Esto ocurría después de conocerse los resultados de un estudio de la Casa Blanca, en los que se informó de que "más de cuatro de cada diez lesbianas, gais y bisexuales han experimentado alguna forma de discriminación laboral debido a su orientación sexual y el 90 % de los transexuales ha sufrido acoso o maltrato". 
Como antecedente a esta orden, durante el mandato del presidente Lyndon B. Johnson (1963-69) se decretó la orden ejecutiva 11.246 en la cual se prohibía a las empresas que subcontrataban con el Gobierno la discriminación "contra cualquier empleado o solicitante de empleo por su raza, color, religión, sexo u origen nacional". 
Más adelante, en el mandato del presidente Richard Nixon (1969-74), se decretó la orden ejecutiva 11.478 en la cual se añadían a la lista de Johnson la no discriminación por razón de discapacidad y edad. En esta misma orden, el presidente Bill Clinton en 1998 "incluyó el amparo en contra de la discriminación por la orientación sexual y la protección por identidad de género".

## Casos

### Europa Occidental
[[Archivo:Discriminación por orientación sexual UE 2008.svg|miniatura|Respuesta «en mi opinión, la discriminación por orientación sexual está muy o bastante extendida en el país» (2008).
     61 a 100 %
     51 a 60 %
     41 a 50 %
     31 a 40 %
     0 a 30 %]]

Respuesta «en mi opinión, la discriminación por orientación sexual está muy o bastante extendida en el país» (2008).
lista de columnas|
61 a 100 %
51 a 60 %
41 a 50 %
31 a 40 %
0 a 30 %

La homofobia, a pesar de las leyes de protección existentes en la mayoría de los países, también se da en Europa Occidental.
La homofobia se expresa de muy diversas formas. La más extrema son las agresiones tanto físicas como verbales que se producen con una cierta frecuencia.
El 6 de octubre de 2002, un hombre acuchilló en el abdomen a Bertrand Delanoë ―el alcalde de París― durante un acto público. Delanoë fue intervenido y, tras unos días de descanso, volvió al Ayuntamiento. En sus primeras declaraciones, el detenido reconoció que no le gustaban «los políticos y particularmente los gais».
Se ha advertido un creciente clima homofóbico en Italia, país en el que se debate la ampliación de derechos civiles de los homosexuales, hasta el punto en que se ha abierto una investigación por la conducta de los carabinieri al arrestar a una pareja de homosexuales por besarse en público.
Una de las consecuencias es el peligro de suicidio, que es muy alto sobre todo entre los adolescentes homosexuales. Así, por ejemplo, en el Reino Unido, un estudio realizado en 2006 para el grupo Stonewall muestra que el 17 % de los adolescentes homosexuales han sido amenazados de muerte y el 12 % ha sufrido abusos sexuales.
El problema se extiende a todo el continente. Según diversos estudios,
en Irlanda un tercio de los adolescentes homosexuales ha intentado suicidarse;
en Escocia la mitad de los homosexuales entre 15 y 26 años ha pensado seriamente en suicidarse;
en Francia el 27 % de los homosexuales varones de menos de 20 años ha intentado suicidarse;
en Italia el 13 % de los homosexuales ha intentado el suicidio, con la mayoría intentándolo entre los 16 y 18 años;
en Bélgica los jóvenes homosexuales de 15 a 25 años tienen de 2 a 5 veces más riesgo de suicidio.
Del problema no se escapan tampoco los países nórdicos.
En Alemania, un 18 % de los homosexuales entre 15 y 27  años ha intentado suicidarse por lo menos una vez, un 66 % ha sido maltratado física o verbalmente por su propia familia y un 27 % indica que los profesores se unieron a las burlas; en 2007 más del 30 % de los homosexuales ha sido insultado, amenazado o agredido en los últimos 12 meses, cifra que se eleva hasta el 67 % para los menores de 18 años.
En España DecideT ha editado una guía multimedia para evitar el acoso escolar.
Otro ejemplo de homofobia es el hecho de que ningún jugador profesional de fútbol activo haya salido del armario. El único que lo hizo, el británico Justin Fashanu, no aguantó la presión y se suicidó en 1998.
El seleccionador de Albania, Otto Baric, llegó a declarar que no toleraría que en su equipo jugara ningún homosexual, lo que llevó a la UEFA a multarle el 31 de julio de 2007 por homofobia con 3000 euros.
En otros deportes profesionales de equipo no es muy distinto. Cuando Klaus Wowereit, alcalde de Berlín, va a ver uno de los partidos de los Berliner Eisbäre, el equipo de hockey sobre hielo local, los seguidores de equipo contrario cantan (al ritmo de la salsa Guantanamera) «Hauptstadt der Schwulen, wir sind die Hauptstadt der Schwulen» (‘capital de los maricones, somos la capital de los maricones’).
Las Iglesias cristianas siguen postulando su «no aprobación» a las relaciones homosexuales. Concretamente, la Iglesia católica de Roma, la más extendida en Europa, se ha manifestado en diversas ocasiones a este respecto, así como las otras confesiones cristianas.
En España, a través de medios de comunicación a cargo de la Iglesia, se han difundido críticas respecto a la homosexualidad y al reconocimiento de los derechos LGBT. No obstante, la postura oficial de la Iglesia, difundida a través del Youcat, nuevo catecismo joven, reclama respeto a las personas homosexuales: 

La Iglesia acoge sin condiciones a las personas que presentan tendencias homosexuales. No deben ser discriminadas por ello.

Se han dado situaciones de polémica ante comentarios de algunos miembros del clero católico. Durante las navidades de 2007 el obispo de la diócesis Nivariense (Santa Cruz de Tenerife), Bernardo Álvarez Afonso, realizó unas polémicas declaraciones al diario La Opinión de Tenerife en las que manifestó sus opiniones acerca de los abusos infantiles y la homosexualidad, llegando a afirmar sobre la primera cuestión que «hay adolescentes de 13 años que son menores y están perfectamente de acuerdo y además, deseándolo, incluso si te descuidas te provocan. Esto de la sexualidad es algo más complejo de lo que parece». En 2022, la Fiscalía Provincial de Santa Cruz de Tenerife abría diligencias contra Álvarez Afonso por un posible delito de odio, al afirmar este en Televisión Canaria que ejercer la homosexualidad constituye pecado mortal y compararla con el alcoholismo; el obispo, que fue reprobado unánimemente tanto por el Cabildo como por el Parlamento de Canarias, declaró el 16 de febrero durante casi hora y media en el Palacio de Justicia a requerimiento de la Fiscalía. En 2014 Jesús Catalá Ibáñez, obispo de Málaga, equiparaba en un acto público ante 500 escolares el matrimonio homosexual con la unión de «un hombre y un perro o un bebé y un anciano de setenta años».

#### Polonia
Últimamente se critica a Polonia por homofobia. Algunos motivos dados por los críticos (especialmente organizaciones de derechos humanos y por los organismos europeos) son que el antiguo alcalde de Varsovia (Lech Kaczyński, que hasta su fallecimiento el 10 de abril de 2010 ostentaba el cargo de presidente del país) prohibió que se realizase la típica marcha que celebra el Día del Orgullo Gay en la capital (no fue la única ciudad que lo hizo: por ejemplo, en Poznan también se prohibió). Al convertirse en el candidato de la derecha por parte del partido Ley y Justicia para ser presidente del país, muchos homosexuales polacos amenazaron con marcharse de Polonia si ganaba, a pesar de lo cual consiguió los suficientes votos como para ganar las elecciones y convertirse en presidente de los polacos. Otro de los motivos es que su gobierno está compuesto por los conservadores de Ley y Justicia, los ultracatólicos de la Liga de las Familias Polacas y los campesinos nacionalistas de Autodefensa de la República de Polonia (gobierno que se compuso tras las elecciones de 2005). Bajo este gobierno se han realizado las siguientes declaraciones:

Si alguien intenta contaminar a los otros con su homosexualidad, el Estado debe intervenir.
Kazimierz Marcinkiewicz (1959-), político católico polaco, primer ministro de su país

No confundamos la propaganda brutal de la homosexualidad con llamamientos a favor de la tolerancia. Se trata de un tipo de locura, y en vista de esto, para ellos, nuestro gobierno será sin duda una noche oscura.
Kazimierz Michał Ujazdowski, político católico polaco, ministro de Cultura y miembro de Ley y Justicia

Las prácticas homosexuales conducen al drama, el vacío y la degeneración.
Teresa Łecka, política católica polaca, directora del Centro Nacional de Formación del Profesorado

Si los desviados comienzan a manifestarse, habrá que aporrearlos.
Wojciech Wierzejski, político católico polaco, diputado del Sejm (Parlamento polaco), refiriéndose a si se celebraba la manifestación que se había prohibido en Varsovia

Estas bodas [entre personas del mismo sexo] no pueden legalizarse porque destruirían nuestra civilización.
Político católico polaco, responsable de educación

Paweł Zyzak, periodista católico en el periódico W Prawo Zwrot! (‘¡Giro a la derecha!’), también escribió que los gais son «animales» y que son «los emisarios de Satán enviados para destruir la Iglesia católica».
Sin embargo, el primer ministro Kazimierz Marcinkiewicz, cuando visitó a la Comisión Europea, dijo que los homosexuales disfrutan de todos los derechos en Polonia y pidió a José Manuel Durao Barroso que «no crea en el mito de Polonia como país antisemita, homofóbico y xenófobo».
Ante todo esto se han denunciado declaraciones homófobas, pero estas denuncias han sido desestimadas por las autoridades judiciales alegando que «no puede entenderse que las declaraciones sean constitutivas de amenazas ni de incitación a la comisión de un delito».
Toda esta situación se ha agravado en 2007, cuando el 13 de marzo se anunció una propuesta que prohibirá «la promoción de la homosexualidad o cualquier otra desviación» en los centros educativos de Polonia. El propósito de esta medida es «castigar a cualquiera que promueva la homosexualidad o cualquier otra desviación de naturaleza sexual en los centros educativos», según anunció el viceministro de Educación, Miroslaw Orzechowski, en una rueda de prensa. A quienes incumplan la norma se les castigará con el despido, multas o el encarcelamiento. Esta nueva normativa ha tenido una gran oposición en Europa, y dentro de Polonia se manifestaron 10 000 maestros en Varsovia el 17 de marzo de 2007. También Janusz Kochanowski (comisario polaco para Derechos Civiles) ha anunciado que esa medida va en contra de la Constitución de su país.
El 28 de mayo de 2007, la portavoz polaca de los Derechos del Niño, Ewa Sowinska, ordenó a los servicios de su departamento que analizaran si la famosa serie infantil Teletubbies fomentaba la homosexualidad, decisión que fue rechazada desde Bruselas por la Comisión Europea por medio de su portavoz para los Medios de Comunicación, Martin Selmayr, por entender que vulnera la libertad de los medios para elegir sus contenidos.
Ante la repercusión de la situación, las autoridades polacas decidieron echarse atrás en su decisión de investigar la serie.

#### Rusia
El 27 de mayo de 2007 un grupo de gais y lesbianas fueron insultados y agredidos por nacionalistas y ortodoxos radicales al intentar llegar al Ayuntamiento de Moscú para entregar una carta a favor de la marcha del orgullo gay, que había sido prohibida.
Las autoridades, en vez de protegerles, detuvieron a veinte de los activistas.
El alcalde de la ciudad calificó la marcha como «acto satánico».

### América
[[Archivo:Societal attitudes towards homosexuality-Latin America.svg|miniatura|Porcentajes de «si» a la pregunta «¿Debería ser aceptada la homosexualidad en la sociedad?» (2007).
     81 a 90 %
     71 a 80 %
     61 a 70 %
     51 a 60 %
     41 a 50 %
     31 a 40 %
     21 a 30 %
     11 a 20 %
     1 a 10 %
     sin datos]]

Porcentajes de «si» a la pregunta «¿Debería ser aceptada la homosexualidad en la sociedad?» (2007).
lista de columnas|
81 a 90 %
71 a 80 %
61 a 70 %
51 a 60 %
41 a 50 %
31 a 40 %
21 a 30 %
11 a 20 %
1 a 10 %
sin datos

Las pasadas dictaduras de la región declararon ilegal la homosexualidad, principalmente en países como Argentina con el Proceso de Reorganización Nacional. En Cuba con Fidel Castro al inicio de su gobierno también se dieron situaciones similares aunque esto actualmente ha cambiado radicalmente. Otros países de Hispanoamérica, a pesar de ser nominalmente democráticos, tenían leyes que penalizaban la homosexualidad, como eran los casos de Ecuador, Panamá y Puerto Rico. En la segunda, el decreto número 149 (del 20 de mayo de 1949) y en este último las decisiones del Tribunal Supremo de los Estados Unidos también se aplicaban en la isla, pero posteriormente las leyes estatales que penalizaban la homosexualidad fueron declaradas inconstitucionales tras el caso Lawrence vs. Texas.
Países como Argentina, Chile, Cuba, Ecuador, Panamá y Puerto Rico han despenalizado la homosexualidad, y en Ecuador se han creado leyes para eliminar y sancionar la discriminación por orientación sexual. Puerto Rico ya cuenta también con una ley que tipifica, sanciona y castiga las agresiones motivadas por la homofobia, tales como los crímenes de odio. En Argentina, Colombia, Costa Rica, México, Perú y Venezuela también han seguido el ejemplo creando leyes para sancionar la discriminación por orientación sexual. En Chile, en 2012 se aprobó la Ley Antidiscriminación ―también llamada Ley Zamudio en honor y recuerdo a Daniel Zamudio, un joven chileno asesinado a manos de un grupo de neonazis, hecho que sensibilizó a gran parte de la sociedad de ese país, y que aceleró la aprobación de esta ley―.
También en Bolivia, cuya nueva Constitución del año 2009 protege a los ciudadanos contra la discriminación por identidad de género y orientación sexual.
En países como Chile, Brasil, México (la Ciudad de México y el estado de Coahuila), Ecuador, Colombia y en todo Uruguay, además de la protección otorgada contra las agresiones y discriminaciones, se ha buscado la manera de que los homosexuales tengan derecho a convivir como un matrimonio por medio de la unión civil. Uruguay fue el primer país de Hispanoamérica en reconocer la unión civil homosexual. De todas maneras es una ley que regula no solo las relaciones entre homosexuales sino también las de heterosexuales, pues en realidad es una ley de reconocimiento de uniones concubinarias. En esencia no es una ley de matrimonio, sino una ley que regulariza situaciones de parejas de hecho, luego de comprobarse una previa convivencia ininterrumpida de tres años.
Argentina, a partir de julio del 2010, se transforma en el primer país de Hispanoamérica en reconocer el matrimonio entre personas del mismo sexo, con derecho a adopción de hijos. El 15 de julio de 2010, el Parlamento dio sanción a la norma por 33 votos a favor y 27 en contra.
Tras el Estallido social y el estado de excepción declarado en la mayor parte de la población chilena surgieron diversas denuncias de abusos y excesos ejercidos por las Fuerzas Armadas y Carabineros de Chile, considerados como violencia homofóbica. Entre los excesos identificados se encuentran los siguientes específicamente dirigidos a población LGTBQ+:
- Golpizas, humillaciones y amenazas de violación a detenidos[88][89]
- Ataques homofóbicos, violaciones y torturas contra personas homosexuales[90]
- Violencia específica contra mujeres y personas LGBT+.[91]

En 2016 podría legalizarse la unión civil en Costa Rica y el matrimonio entre personas del mismo sexo en Chile y Colombia. Esta legalización de uniones entre personas del mismo sexo está por verse también en Bolivia (Acuerdo de Vida en Familia), Colombia, Perú (Unión Solidaria) y Venezuela.[cita requerida]
Nicaragua era el único país democrático de Iberoamérica que mantenía la homosexualidad como delito. A pesar de esto, el gobierno nicaragüense anterior instó a que se derogue el artículo 204, debido a las presiones de los demás países latinoamericanos, de otros países y también de Amnistía Internacional para que sea despenalizada y legalizada a favor de los derechos de las personas homosexuales. En la nueva versión del código penal con el gobierno actual (del presidente Daniel Ortega), que tomó efecto en marzo de 2008, la homosexualidad ya no es ilegal.
En Cuba la homosexualidad ya no está penada. En los últimos años, el país caribeño ha buscado la manera de reconocer algunos derechos de las minorías sexuales, y penalizar la homofobia.
Cada dos días, en Iberoamérica se asesina a una persona homosexual.
Solo en México, entre 2003 y 2007 han sido asesinadas 1000 personas por homofobia.
También en Bolivia en la Ciudad de La Paz, entre 2004 y 2007 en el Día del Orgullo Gay, mientras desfilaban en medio de un espectáculo fueron atacados con juegos pirotécnicos esto en la primera, ya que no hubo nada de heridos y en la segunda un camión decorado por esta comunidad, cuando la policía boliviana detectó explosivos en el vehículo donde también iban a desfilar pues se han iniciado investigaciones para averiguar quiénes son los delincuentes o agresores que están detrás por intento de atentado a estas personas de orientación homosexual.
En esta región hubo además canciones y películas que han cambiado ciertas actitudes, como la producción cubana Fresa y chocolate, que provocó al principio controversia en su país de origen, al igual que el grupo español Mecano con el tema musical «Mujer contra mujer», ya que en esta región fue una de las canciones más escuchadas.
Además muchos artistas, especialmente Alejandra Guzmán, Thalía, Ana Torroja, Gloria Trevi, Gloria Estefan, Shakira, Franco de Vita, Ricky Martin, Laura Pausini y Paulina Rubio, entre otros, han brindado su apoyo a personas de orientación homosexual, para que sus derechos sean respetados y se evite la discriminación en estos países. Dichos cantantes son iconos para la comunidad gay y lésbica en Iberoamérica.
Algunos grupos a favor de los derechos de las personas homosexuales en Venezuela, pidieron al gobierno del Presidente Hugo Chávez, en colaborar en la presión a los países con los cuales mantiene buenas relaciones como Cuba, Irán, Libia y Nicaragua en pedir a sus gobernantes en que se respete los derechos a personas de esta orientación sexual.[cita requerida]
El primero donde existe un control de simple arbitraje, en la segunda donde se castiga con la pena de muerte y las dos últimas con penas de cárcel, de no ser así pidieron al gobierno venezolano en romper relaciones diplomáticas con dichos países.
Entre 2002 y 2005, los cuatro países más poblados de Iberoamérica, Argentina, Brasil, Colombia y México implementaron campañas masivas contra la homofobia.
En Honduras aumentó el número de asesinatos a gais en 2011.

#### Colombia
En Colombia, la Corte Constitucional, a través de una sentencia producida en 2016, legalizó de manera definitiva el matrimonio entre personas del mismo sexo. En un sentido similar, esta misma corte había considerado ya en 2011, que las parejas del mismo sexo podrían en efecto realizar uniones civiles de hecho, allanando la posibilidad de las comunidades LGTBI de exigir posteriormente tal reivindicación.
En este mismo sentido, la Corte Constitucional de Colombia también ha dado fallos favorables en torno a la adopción de menores por parte de la pareja del padre o la madre biológicos del infante, sin embargo todavía se espera un pronunciamiento a cerca de la posibilidad de adopción en todos los casos.
El 4 de agosto de 2014 se suicidó en Bogotá el joven Sergio Urrego (16) debido a la discriminación de que fue víctima por las autoridades y compañeros de su escuela.

#### Estados Unidos
El político y activista Harvey Milk fue asesinado en 1978 por un conservador homofóbico. Pero el caso más conocido es el de Matthew Shepard, un joven estudiante universitario que fue brutalmente torturado y asesinado en 1998 debido a su homosexualidad.
Este caso llevó a que la homofobia y el maltrato a los homosexuales se planteara abiertamente en los medios de comunicación (en 2003, el episodio «In Excelsis Deo» de The West Wing recogió, aunque bajo otro nombre, este crimen) y llevó a Bill Clinton a intentar ampliar la protección federal por «crímenes de odio» (en inglés, hate crimes) a homosexuales, mujeres y discapacitados, proyecto que no salió adelante debido al rechazo de la Cámara de Representantes de Estados Unidos.
Sin embargo, en mayo de 2007 hubo otra votación, en la cual sí se consiguió la mayoría necesaria para que esta legislación saliera adelante.

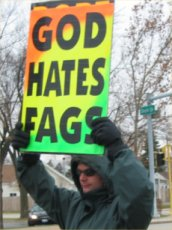
Miembro de la Iglesia Bautista de Westboro portando un letrero homofóbico. En el cartel se puede leer: «Dios odia a los maricas».

La homofobia en Estados Unidos es muy fuerte en algunos movimientos cristianos como la Iglesia Bautista de Westboro del reverendo Fred Phelps, que propuso un monumento a Matthew Shepard con las siguientes palabras:

Matthew Shepard entró en el infierno el 12 de octubre de 1998, desafiando la advertencia divina: «No yacerás con un hombre como con una mujer; es una abominación»

En relación con ello se han creado movimientos llamados de exgais que intentan convertir a gais a través de diversos métodos. Ejemplos son Exodus International y Love In Action, que además de las técnicas habituales de modificación del comportamiento y terapia de aversión, emplean el rezo y el asesoramiento religioso.
Los métodos se pueden ejemplificar en el caso de Lyn Duff, una adolescente lesbiana de California que fue llevada a la fuerza por sus abuelos a un campo de reeducación cerca de Salt Lake City. Lyn Duff sufrió un régimen de terapia reparadora, también llamada terapia de aversión, que consistía en forzarla a ver pornografía lésbica mientras le hacían oler amoníaco, hipnosis, drogas psicotrópicas, confinamiento solitario y mensajes terapéuticos relacionando el sexo entre mujeres con las «calderas del infierno».
También se emplearon técnicas de modificación del comportamiento, incluyendo la obligación de usar vestidos, formas no razonables de castigo por infracciones menores (los castigos incluían cortar el césped con tijerillas y limpiar suelos con cepillos de dientes), además de «positive peer pressure» (‘presión positiva de pares o iguales’) en la que los pacientes se criticaban entre sí por insuficiencias reales o percibidas.

#### Jamaica
El código penal jamaicano prohíbe el sexo entre hombres, al igual que en muchas partes del Caribe anglófono. El artículo  76 de la Ley de los Delitos contra la Persona prohíbe «el abominable crimen de la sodomía», bajo penas que llegan hasta los diez años en prisión con obligación de realizar trabajos forzados. El artículo 77 estipula condenas de hasta siete años en prisión por intento de sodomía.
El artículo 79 prohíbe «cualquier acto de escándalo público» entre hombres, ya sea en público o en privado, con condenas de hasta dos años de cárcel, con o sin trabajos forzados. El «escándalo público» no está definido, pero ha sido interpretado para incluir dentro de él la conducta homosexual masculina entre adultos que lo consienten en privado, o incluso el simple acto de tomarse de la mano.
Todo esto va acompañado de unas instituciones políticas que lo permiten, por lo que Jamaica ha sido criticada por el Parlamento Europeo, las organizaciones proderechos LGBT, y también por la revista Time, que en 2006 difundió un artículo titulado «Jamaica: ¿el lugar más homofóbico del mundo?».
Por otra parte, la sociedad se precia de ser homófoba. Un ejemplo son las canciones populares que animan a atacar e incluso asesinar a los gais y lesbianas. En una de las canciones de Beenie Man se pueden leer estas letras: «Soy un sueño de la nueva Jamaica, ven y ejecuta a todos los gais».
Cierta letra de una canción de Sizzla dice: «Dispara al maricón, mi gran pistola, ¡boom!».
A Nuh Fi Wi Faul, de Elephant Man, hace alarde del siguiente modo: «¡Maricón, muérete! / por favor, recuerda lo que te digo / dámelo / dispárales como a un pájaro».
Por lo menos dos activistas LGBT y de los derechos humanos han sido asesinados por desconocidos. El primer caso es el de Brian Williamson, miembro fundador de J-FLAG (Foro jamaicano para lesbianas, bisexuales y gais) y uno de los pocos que se atrevía a hablar en público del tema.
Fue asesinado el 9 de junio de 2004.
El segundo, más reciente, fue Lenford 'Steve' Harvey, también activista LGBT que dirigía el Jamaica AIDS Support for Life (Soporte Vital para el Sida de Jamaica); fue secuestrado y asesinado a finales de 2005 por varios individuos que le preguntaron si era gay.
Existen otros numerosos casos de personas perseguidas o asesinadas por multitudes enfurecidas.

#### Perú
La discriminación en Perú es un tema de mucha controversia, a pesar de que el "Decreto Legislativo N°1323" está en vigencia, en la cual la discriminación por orientación sexual está penada, la mayor parte de la población peruana es homofóbica, ya sea por las religiones que tienen gran impacto, o tan solo por la idea de cada persona con respecto a este tema. Por estas y más razones es porque la persona discriminada por su orientación sexual en el Perú, es apartada, odiada, excluida , esto lleva a los muchos asesinatos que hay en la comunidad LGBT.
En estos últimos años los asesinatos fueron aumentando, en el 2016, 18 personas de la comunidad LGBT fueron agredidas, las cuales 16 pueden ser homicidios tipificados como odio o rechazo hacia la comunidad LGBT. En los diez últimos años más de 100 personas fueron asesinadas tan solo por pertenecer a la comunidad LGBT.[cita requerida]
Este tipo de incidentes que únicamente se hacen por motivo de falta de aceptación y deben de llegar a un límite en el Perú. Hoy en día existen organizaciones y empresas que apoyan a esta comunidad, que buscan la igualdad de derechos para todos y que compartan mensajes de apoyo a la comunidad promoviendo la tolerancia y aceptación a esta misma.[cita requerida]

### Asia

#### Irán
En Irán la homosexualidad está penada con la muerte, y su presidente Mahmud Ahmadineyad aseguró que su país no tiene «ese fenómeno». Irán ha ejecutado entre 4.000 y 6.000 gais y lesbianas desde la Revolución Islámica de 1979.
El 19 de julio de 2005, dos jóvenes (uno de ellos un menor de edad), Mahmoud Asgari y Ayaz Marhoni, recibieron 228 latigazos y fueron ahorcados en medio de una gran multitud en la ciudad de Mashhad (al noroeste de Irán) por mantener una relación homosexual entre ellos.
Las peticiones internacionales para salvar sus vidas no fueron atendidas.
El gobierno de Irán acusó a los jóvenes de haber violado a un niño pequeño, pero más tarde fuentes iraníes desmintieron este hecho y acusaron al gobierno de inventarse esos cargos.
A raíz de este suceso algunos países, como Suecia, Países Bajos, Alemania, Reino Unido y Rusia llamaron a cesar las extradiciones de gais a Irán.
En julio de 2007, Ali Reza Yamshidi, portavoz del Poder Judicial iraní, anunció que 20 personas condenadas por adulterio y homosexualidad serían ejecutadas, y que otras 15 se encontraban en pleno proceso judicial, dentro de un plan que tiene como misión principal «limpiar las ciudades de criminales y malvados».
Se convocaron manifestaciones en ciudades como Madrid delante de la embajada de Irán para protestar por estas medidas.
Sin embargo, no sirvió de nada y 16 personas de las 20 fueron ahorcadas, mientras que otras 17 esperan sentencia.
Irán es el segundo estado con mayor cantidad de cirugías de reasignación de género, los  gais y las lesbianas son forzados a operarse  como una forma de terapia de conversión, para transformar homosexuales en heterosexuales,

#### Israel
Aunque Israel es una sociedad muy inclusiva para la comunidad LGBT, en 2005 tres participantes fueron apuñalados durante la marcha del orgullo gay y varios cócteles molotov fueron arrojados contra los manifestantes. Fundamentalistas musulmanes y cristianos profieren amenazas  cuando se convocan estas marchas.
En 2006, en Jerusalén, un grupo de fanáticos religiosos extremistas judíos ofrecieron recompensas de 4000 euros por cada gay asesinado antes de las marchas reivindicativas de gais y lesbianas.
En agosto de 2019, en Haifa, organizaciones LGBTI árabes-israelíes se manifestaron por primera vez para reivindicar su orientación sexual. En agosto de 2021 se anunció el fin de la prohibición a los hombres homosexuales de donar sangre en Israel.

#### Palestina
La homosexualidad y la realización de actividades de concienciación y reivindicación por parte de los colectivos LGBT son ilegales en la Franja de Gaza.  Los homosexuales pueden ser detenidos arbitrariamente y padecer malos tratos por su orientación sexual.  En Gaza, Hamás persigue la homosexualidad. Un exfuncionario de Hamás acusó a Israel de difundir la homosexualidad. Las reuniones de organizaciones LGBTI han sido ilegalizadas por  la Policía de la Autoridad Nacional Palestina aunque la homosexualidad no es penalizada en Cisjordania.   La policía palestina impide toda actividad de alQaws para la Diversidad Sexual y de Género en la Sociedad Palestina Por eso las organizaciones de homosexuales no se encuentran en territorio palestino. En Jerusalén  se encuentra Al Qaws (arcoíris en árabe), la única organización LGBTI de palestinos.
En Haifa se encuentra alQaws para la Diversidad Sexual y de Género en la Sociedad Palestina (Aswat), un centro lésbico femenino de palestinas iniciado en Jerusalén en 2003.  Algunos homosexuales abandonan los territorios gobernados por la Autoridad Palestina para mudarse a Israel y vivir su sexualidad libremente.

## Lucha contra la homofobia

### Día Internacional contra la Homofobia

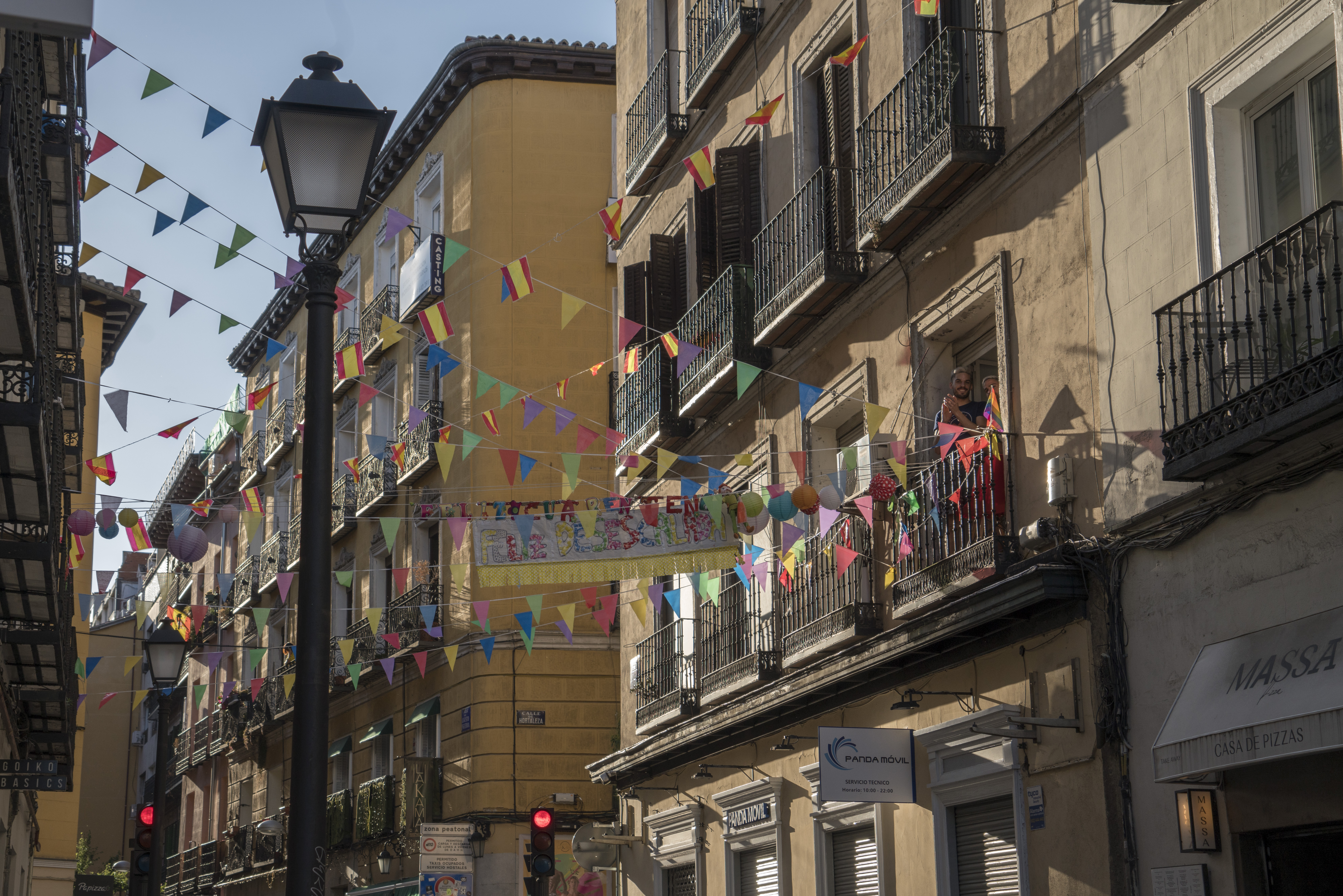
Barrio de Chueca, Madrid, el 17 de mayo de 2020, durante la cuarentena y la desescalada por la COVID-19.

El Día Internacional contra la Homofobia y la Transfobia (IDAHO) se celebra el 17 de mayo con motivo de la eliminación de la homosexualidad como enfermedad en las listas de la Organización Mundial de la Salud este mismo día en el año 1990.
Este día tiene como objetivo promover acciones de sensibilización para luchar contra la homofobia, la bifobia y la transfobia en los diferentes países del mundo. Del mismo modo, el objetivo es que sea declarado como tal por parte de la ONU (Organización de las Naciones Unidas).
En Hispanoamérica, hubo manifestaciones en países como Argentina, Chile, México, Paraguay, Perú y Uruguay, donde se realizaron actos de protesta ante las embajadas y consulados de Nicaragua para expresar su honda preocupación por ser el único país de Hispanoamérica donde aún estaba penada la homosexualidad, siendo finalmente despenalizada en 2008. Los grupos a favor de los derechos homosexuales enviaron mensajes a través de correos electrónicos a las embajadas de Nicaragua a cada uno de estos países, pidiendo que el gobierno nicaragüense derogara el artículo 204 de la Ley del Código Penal que penalizaba la homosexualidad. Lo mismo sucede en la India, por medio de artistas e intelectuales, para que esas leyes que penalizan la homosexualidad sean derogadas allí.

### Aplicación de los Derechos Humanos: los Principios de Yogyakarta
El 26 de marzo de 2007, un grupo de expertos en derechos humanos hizo público un documento en el que se especificaba la aplicación de la legislación internacional en derechos humanos a las cuestiones de orientación sexual e identidad de género, conocido como Principios de Yogyakarta.
En estos principios se declara que las leyes que penalizan la homosexualidad violan el derecho internacional de no discriminación, como ha fallado en varias ocasiones el Comité de Derechos Humanos de la ONU.
Asimismo, y según estos mismos derechos, las personas LGBT tienen derecho a la vida, a vivir sin violencia y sin tortura, a la privacidad, al acceso a la justicia y a no ser detenidas arbitrariamente.
En México, el artículo 1 de la Constitución Política de los Estados Unidos Mexicanos en el párrafo quinto queda establecido que, "queda prohibida toda discriminación motivada por origen étnico o nacional, el género, la edad, las discapacidades, la condición social, las condiciones de salud, la religión, las opiniones, las preferencias sexuales, el estado civil o cualquier otra que atente contra la dignidad humana(...)". En México queda estrictamente prohibido la discriminación por las preferencias sexuales o cualquier tipo de discriminación. Es considerado un delito que si llega a ser practicado es sancionado con multas o con 1 a 4 años de prisión.

### El Parlamento Europeo
El Parlamento Europeo (el único organismo de la Unión que es escogido directamente por sus ciudadanos) considera a la homofobia como un miedo y aversión irracional hacia la comunidad LGBT basada en prejuicios y la compara, por ejemplo, al racismo o a la xenofobia.
Esta institución comunitaria se opone firmemente a cualquier forma de discriminación (entre ellas, la que tiene por motivo la orientación sexual) y pide que los estados garanticen la protección a la comunidad LGBT de actos homofóbicos, que se intensifique la lucha contra la homofobia (mediante métodos educativos, administrativos, judiciales y legislativos) y que la Comisión Europea se asegure de que todos los estados cumplen con la Carta de los Derechos Fundamentales de la Unión Europea y de los tratados de la Comunidad Europea.
Mientras tanto, el Tribunal Europeo de Derechos Humanos emitió un fallo el 9 de junio del 2016 en el que se declaraba que "el matrimonio homosexual no es un derecho humano". Fue suscrito de forma unánime por los 47 jueces del Tribunal con sede en Estrasburgo.
El veredicto se fundamentó en aspectos filosóficos y antropológicos, en relación con el artículo n°12 del Convenio Europeo de Derechos Humanos, similar al n°17 del Pacto de San José y al n°23 del Pacto Internacional de Derechos Civiles y Políticos.
Según esta sentencia, la familia es la unión de un hombre y una mujer, y ningún gobierno está obligado a abrir las nupcias entre personas del mismo sexo sin que esto constituya homofobia alguna.

### Debate en las Naciones Unidas
El gobierno de Francia mediante su embajador en las Naciones Unidas, solicitó en 2008 que la homosexualidad sea despenalizada a nivel mundial mediante una resolución no vinculante.

Urgimos a los estados a tomar todas las medidas necesarias, legislativas o administrativas, para asegurar que la orientación sexual o la identidad de género no puedan ser, bajo ninguna circunstancia, base para una persecución penal, en particular ejecuciones, arrestos o detenciones
Texto de la resolución

En total, 66 países votaron a favor, incluyendo a los de la Unión Europea y muchos de Iberoamérica, como Argentina, Brasil, Chile, Colombia, Costa Rica, Cuba y Venezuela.
Entre los países que no firmaron la resolución estaban Estados Unidos, China, Rusia, El Salvador y los países de mayoría musulmana. Los 57 países pertenecientes a la Conferencia Islámica y la Santa Sede, a pesar de tan solo tener estatus de observadores, fueron especialmente beligerantes en su oposición.
La posición del Vaticano sería de forma y no de fondo: la Iglesia se opone a la criminalización de la homosexualidad, pero no quiere poner en el mismo plano a la homosexualidad y la heterosexualidad, lo que, desde el punto de vista católico, se estaría haciendo al aceptar la «orientación sexual» y la «identidad de género» como hechos. El temor es que esta igualdad pudiera llevar a ejercer presión sobre determinados países o religiones para aceptar la igualdad de la comunidad LGBT, en el sentido del matrimonio u otros derechos reivindicados por los homosexuales.
La postura del Vaticano produjo reacciones de asociaciones LGBT y protestas en diversos países, entre ellos España.